# 图纳波利斯
图纳波利斯是巴西圣卡塔琳娜州的一个市镇。总面积132.909平方公里，总人口4650人，人口密度35人/平方公里。